# تشيلسي تفعل
تشيلسي تفعل (بالإنجليزية: Cheslea Does) مُسلسل وثائقي أمريكي عُرض على نيتفليكس في 22 يناير، 2016، يُتابع المُسلسل الكوميدية الأمريكية تشيلسي هاندلر وهي تناقش عدة مواضيع.

## الحلقات
| تسلسل | عنوان الحلقة                  | إخراج     | تاريخ البث الأصلي |
| --- | ----------------------------- | --------- | ----------------- |
| 1 | "تشيلسي تفعل؛ الزواج"         | إيدي شميت | 22 يناير، 2016    |
| تتحدث تشيلسي مع عائلتها وأصدقائها عن الزواج وكيف تغيرت وجهات نظرها خلال حياتها عن الموضوع، وتقابل عدداً من المتزوجين والمهنين الذين يعمول في المجال (مثل؛ مخططي حفلات الزفاف، والمستشارين). |                               |           |                   |
| 2 | "تشيلسي تفعل؛ وادي السيليكون" | إيدي شميت | 22 يناير، 2016    |
| تُعالج تشيلسي القضايا والمشاكل التي تواجها مع التكنلوجيا، تذهب في رحلة إلى وادي السليكون، وتحاول إطلاق برنامجها الخاص، تناقش تأثير التكنلوجيا على الحياة اليومية مع أصدقاءها (ليا ريميني وكلوي كارداشيان)، كما تتحدث مع الرئيس التنفيذي لشركة نتفليكس ريد هاستينغز وغيره من الأشخاص الذين يعملون في وادي السيليكون. |                               |           |                   |
| 3 | "تشيلسي تفعل؛ العنصرية"       | إيدي شميت | 22 يناير، 2016    |
| تتحدث تشيلسي مع زملائها الكوميديون حول العنصرية والفكاهة العرقية في الولايات المتحدة. |                               |           |                   |
| 4 | "تشيلسي تفعل؛ المخدرات"       | إيدي شميت | 22 يناير، 2016    |
| تتحدث تشيلسي عن المخدرات مع أصدقائها، كما تُقابل المدمنين السابقين وتتحدث عن تجاربهم، تتوجه بعدها إلى بيرو لتجربة بعض العققاقير. |                               |           |                   |

## وصلات خارجية
- تشيلسي تفعل على موقع IMDb (الإنجليزية)
- تشيلسي تفعل على موقع ميتاكريتيك (الإنجليزية)
- تشيلسي تفعل على موقع روتن توميتوز (الإنجليزية)
- تشيلسي تفعل على موقع نتفليكس (الإنجليزية)
- تشيلسي تفعل على موقع كينوبويسك (الروسية)
- تشيلسي تفعل على موقع قاعدة بيانات الفيلم (الإنجليزية)